# Jean-Hugues Houinsou
Jean-Hugues Houinsou est un homme d'affaires et financier béninois, né le 1er avril 1993 à Cotonou au Bénin, il est connu pour être l'initiateur de la solution de paiement FeexPay.
Il fut le co-leader du Google Business Group de Cotonou et fait partie des bénéficiaires de la cohorte de 2019 faisant partie du Programme The Tony Elumelu Foundation,. Il est le fondateur de l'agence de communication La Vedette Média et dirige l'entreprise FeexPay SA.

## Biographie

### Étude et parcours professionnel
Jean Hugues est né d'un père instituteur et d'une mère commerçante, dès la fin de ses études universitaires, il a effectué un stage au centre d'affaires d'une banque locale, avant de rejoindre Parakou dans le cadre d'une campagne de recrutement. Après avoir obtenu un master en banque et marché financier à l’École nationale d'économie appliquée et de management du Bénin, il obtient un certification de l'University System of Maryland sur l'utilisation de la méthodologie Scrum dans la gestion de projet agile, ainsi qu'une autre de l'université Havard Business School sur les principes fondamentaux du leadership. Il est également certifié par Google, notamment en marketing numérique, Google Adwords et Google Analytics. Il a travaillé entre 2018 et 2020 en tant que gestionnaire de projet de Google Digital Skills for Africa. Il est devenu successivement formateur, leader des formateurs au Bénin,.

## Le conceptJH Trading
Jean Hugues crée son entreprise JH Trading en mars 2018 au Bénin, d'où est sorti l'agence La Vedette Média et FeexPay, c'est après deux ans de fonctionnement, que naît FeexPay SA en Cote d'Ivoire,.

### La solution de paiementFeexPay
FeexPay est un agrégateur de paiement mobile, qui permet aux marchands d'effectuer des transactions financières par Mobile Money ou cartes bancaires avec trois fonctionnalités ː FeexLink, FeexCorporate, FeexMarket, FeexPage,. Dans cette logique, la fintech est présente dans d'autres pays autres que le Bénin tels que le Sénégal, la Côte d'Ivoire, le Congo Brazzaville et même le Togo,

#### La Vedette Média
La Vedette Média est une agence spécialisée en technologie web et en marketing ,.

## Prix et distinctions
- 2019ː Prix entrepreneurial Tony Elumelu[1]
- 2023ː Premier prix du Patriotisme Numérique National[9]